# 八木美知依
八木 美知依（やぎ みちよ、1962年11月21日 - ）は、日本のハイパー箏（こと）奏者。愛知県常滑市出身。

## ディスコグラフィ
【ソロ名義】
- 「Shizuku」（Tzadik）
- 「Seventeen」（ジパング）

【リーダー／バンド作品】
- 八木美知依＆Paulownia Crush（＋高橋弘子、井上ひろみ、竹内泰代、仲野円香、関衣久美、角野由佳）「ゆらる」

- 八木美知依、インゲブリグト・ホーケル・フラーテン、ポール・ニルセン＝ラヴ「ライヴ！　アット・スーパーデラックス」

- ペーター・ブロッツマン＋ポール・ニルセン＝ラヴ＋八木美知依

「HEAD ON」（Idiolect, ID-02）／「ヴォルダ」（Idiolect, ID-03）
- 八木美知依、エリオット・シャープ「リフレクションズ」（Idiolect, ID-04）

【ユニット／参加作品】
- KOTO VORTEX（＋西陽子、丸田美紀、竹澤悦子）

「Koto Vortex-I　 吉村弘の音空間」／「KOTO VORTEX-II　 ARCADIA」
- KoKoo（＋中村明一、丸田美紀、磯貝真紀）

「ZOOM」／「スーパー・ノヴァ」／「MOON（月）」
- HOAHIO（＋HACO、Sachiko M、恵良真理）

「HAPPY MAIL」／「OHAYO! HOAHIO」／「Peek-Ara-Boo」

【その他参加作品】
- V.A.「邦楽ニューウェーヴ」　＊Kokkoとして参加。「タルカス変奏曲」収録。コンピレーション・アルバム。
- 大友良英「山下毅雄を斬る～大友良英プレイズ・ミュージック・オブ山下毅雄」※HOAHIOとして参加
- 沢井忠夫箏アンサンブル「Sawai Tadao Ensemble：Koto」
- 沢井一恵箏アンサンブル「Live at Dacapo in Bremen '93」
- マンディンカ・アコースティック「Mandinka Acoustic：Sobe」
- 大友良英＆ボブ・オスタータグ「Twins!」
- 斎藤徹「ストーンアウト」
- ヒカシュー「かわってる」
- カシーバー「Live in Tokyo」
- AYUO「IZUTSU」
- 浜崎あゆみ「ayu-mi-x 4 + selection Acoustic Orchestra Version」
- 「大友良英/島田雅彦：ミイラになるまで～ドイツ語ヴァージョン」
- さがゆき「Grimpoteuthis」
- V.A.「Festival Beyond Innocence: A Brief History in 67 Chapters」
- Takuya「HOTARU」
- Kudsi Erguner「Ney Zen」
- 沢田穣治「Silent Movie」
- キッチンドリンカーズ「妄想フルクサス」
- coba「ディア モデストマン」
- 沢井一恵「Tayutafu」(Kyoto Records, MISH-0015)
- kirilo’la’「カ・タ・リ・ウ・タ」 （ぬりえまきれこーど, NRCD-001）
- スティーヴン・ウィルソン「インサージェンツ」
- レイモンド・マクドナルド・インターナショナル・ビッグ・バンド（The Raymond MacDonald International Big Band）「Buddy」
- kirilo’la’「マノスベ Ma no Sube」（NuRi-eMaKi, NRCD-002）
- アンジェラ・アキ「LIFE」
- 坂田明＆ちからもち「ちからもち 空を飛ぶ！　東京→モスクワ→ヨーロッパ→東京」